# Сундурське сільське поселення
Сунду́рське сільське поселення — муніципальне утворення в складі Ігринського району Удмуртії, Росія. Адміністративний центр — присілок Сундур.
Населення — 1129 осіб (2015; 1127 в 2012, 1141 в 2010).

## Склад
До складу поселення входять такі населені пункти:
| Населений пункт         | Населення, осіб (2010) | Населення, осіб (2012) |
| ----------------------- | ---------------------- | ---------------------- |
| Байвал, присілок        | 143                    | 145                    |
| Виселок Куш'я, присілок | 52                     | 49                     |
| Кузьмовир, присілок     | 169                    | 168                    |
| Ліва Куш'я, присілок    | 103                    | 101                    |
| Лоза, присілок          | 67                     | 63                     |
| Права Куш'я, присілок   | 67                     | 67                     |
| Сундур, присілок        | 536                    | 530                    |
| Чуралуд, присілок       | 4                      | 4                      |